# Xemeneia de l'antiga Fábrica La Porcelana
La xemeneia de l'antiga Fábrica La Porcelana es troba a la plaça de Joan Corrades (carretera de la Bordeta) del barri d'Hostafrancs de Barcelona, i està catalogada com a bé cultural d'interès local.

## Història
Aquesta xemeneia és l'únic vestigi de la primera fàbrica de porcellana de Catalunya, fundada el 1846 pels germans Florensa. La construcció de la xemeneia ha de ser posterior al 1890, quan s'introduí aquesta tipologia.

## Descripció
És d'obra vista i està sobre uns esglaons que salven els diferents nivells del terra entre la plaça i el carrer. Té una llarga base quadrada amb tres arc de mig punt en degradació a cada cara i coronada per una cornisa amb un fris sense decoració. La xemeneia es de planta octogonal de forma troncopiramidal. La part superior està decorada amb unes falses obertures, estretes i allargades, i es remata amb una gran cornisa.